# L’Abergement-Clémenciat
L’Abergement-Clémenciat ist eine französische Gemeinde mit 859 Einwohnern (Stand 1. Januar 2022) im Département Ain. Nachdem sie zwischen 1795 und 1800 mit der Gemeinde Châtillon-sur-Chalaronne fusioniert hatte, entstand sie 1857 erneut durch Abtretung von Ortsteilen von Châtillon-sur-Chalaronne.

## Geografie
Die Gemeinde L’Abergement-Clémenciat liegt am Fluss Chalaronne am Nordwestrand der Dombes in der Bresse, etwa 25 Kilometer westsüdwestlich von Bourg-en-Bresse.
Umgeben wird L’Abergement-Clémenciat von den sechs Nachbargemeinden:
| Illiat                                                |                                             | Sulignat                 |
| Saint-Étienne-sur-Chalaronne Dompierre-sur-Chalaronne | Kompassrose, die auf Nachbargemeinden zeigt |                          |
| Baneins                                               |                                             | Châtillon-sur-Chalaronne |

## Geschichte
Ältere Namen von L’Abergement waren Albergamentum in Dombis, l’Albergement und l’Albergiment. L’Abergement wurde seit dem 13. Jahrhundert in den Schriften erwähnt, der Standort könnte aber gallo-römischen Ursprungs sein. Der Ort wurde zu Beginn des 14. Jahrhunderts unter der Bezeichnung L’Abbergement als Lehen erwähnt. Eine Burg wurde von den Chabeu, Seigneurs von Saint-Trivier-sur-Moignans errichtet. Zu Beginn des 17. Jahrhunderts rissen die Hugenotten die Pfarrkirche an sich und der katholische Bevölkerungsteil mussten sich in der nahe gelegenen Chapelle du Péage versammeln.
Ältere Namen von Clémenciat waren Ecclesia de Clemenciaco, de Climenciaco, Clemence und Clementia. Die Pfarrkirche war Teil einer Dotation der Abtei von Saint-Claude, die von Kaiser Friedrich Barbarossa im Jahre 1184 bestätigt wurde. Das Lehen gehörte ursprünglich den Seigneurs, die den Namen trugen. Der älteste bekannte ist hierbei Ogier de Clémencia, der 1146 lebte.

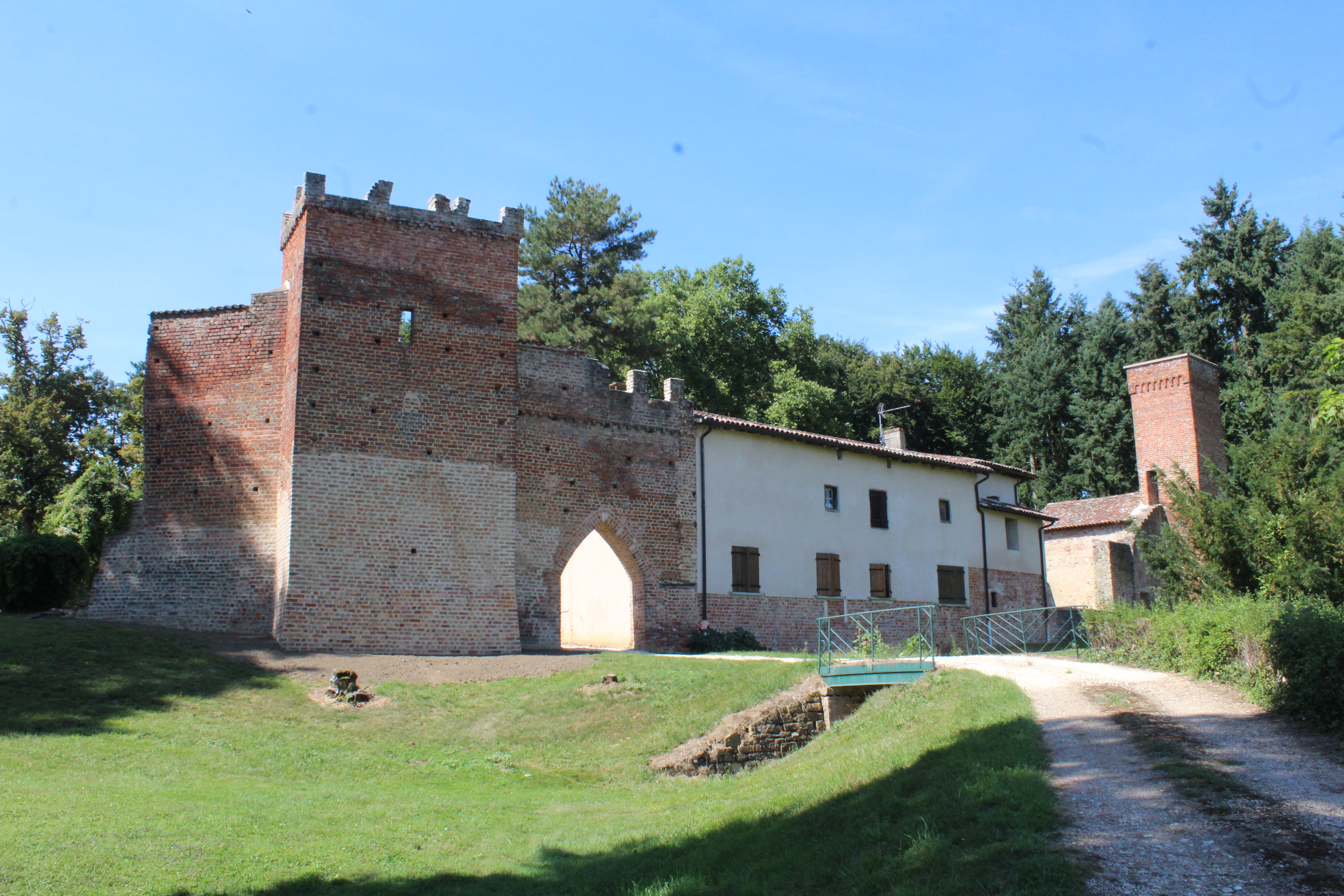
Alter Ortskern

### Bevölkerungsentwicklung
| Jahr                                           | 1962 | 1968 | 1975 | 1982 | 1990 | 1999 | 2011 | 2021 |
| Einwohner                                      | 407  | 347  | 368  | 477  | 579  | 728  | 780  | 832  |
| Quellen: EHESS/Cassini bis 2006, INSEE ab 2011 |      |      |      |      |      |      |      |      |

## Sehenswürdigkeiten

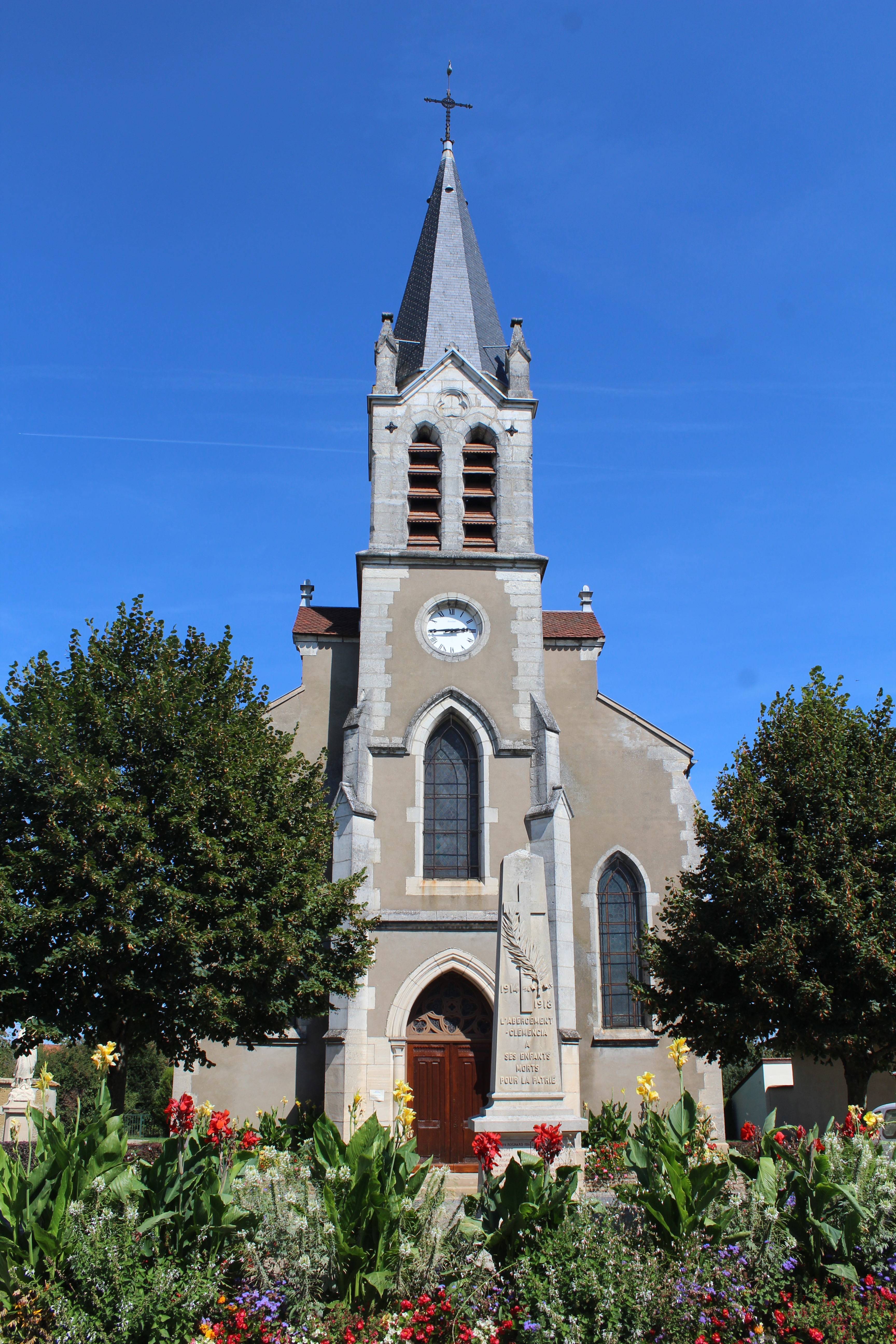
Himmelfahrtskirche
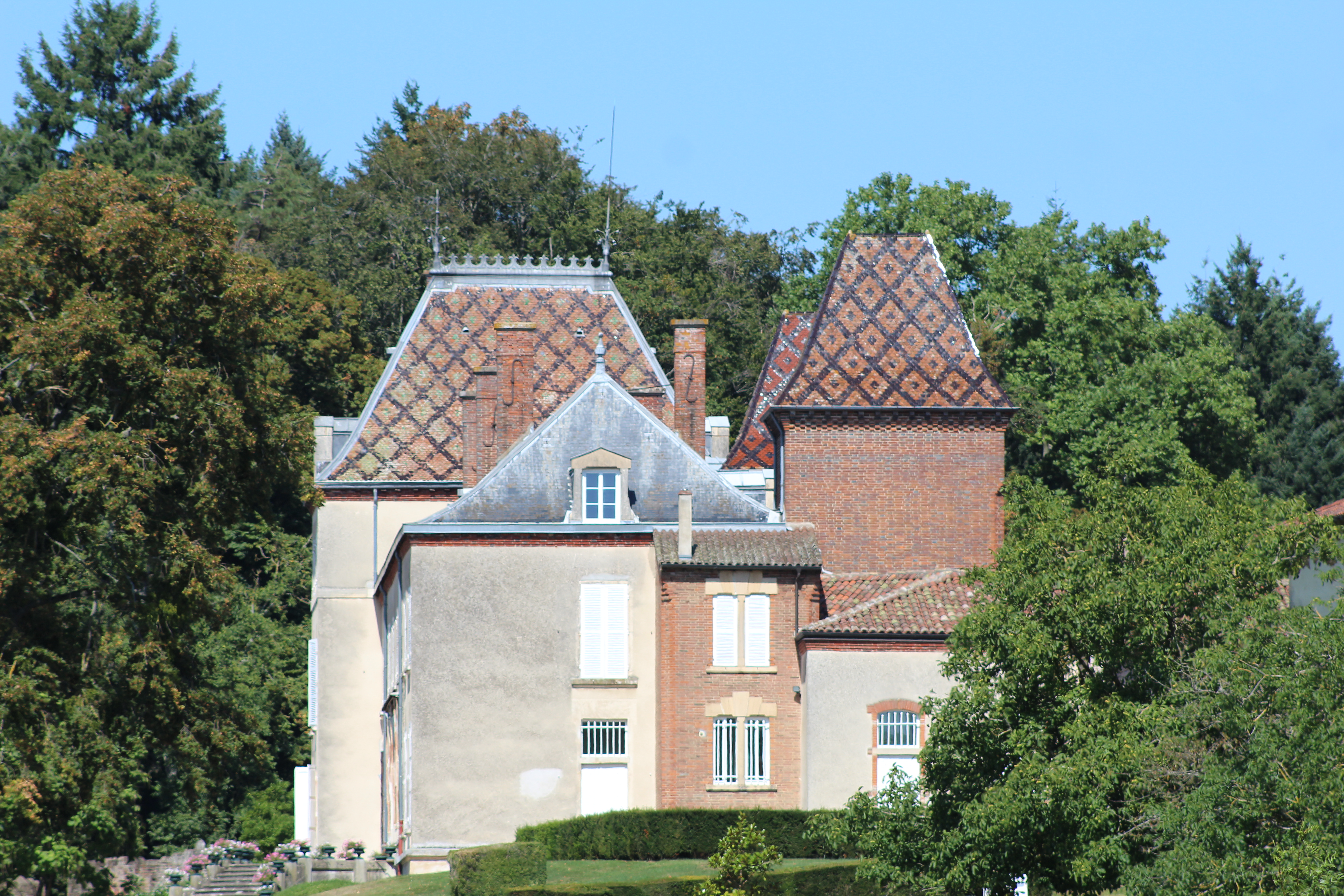
Schloss Vieux bourg
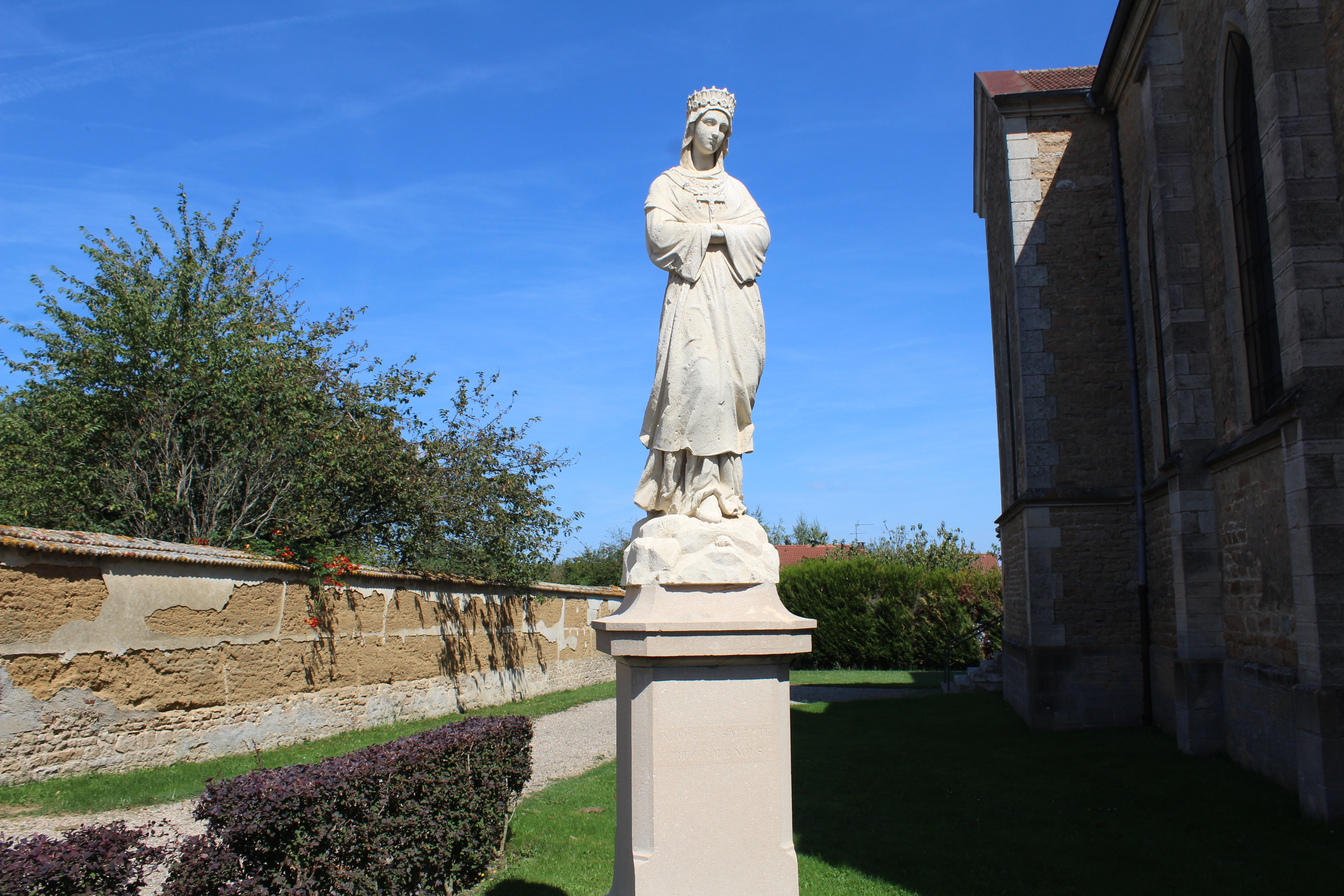
Marienstatue
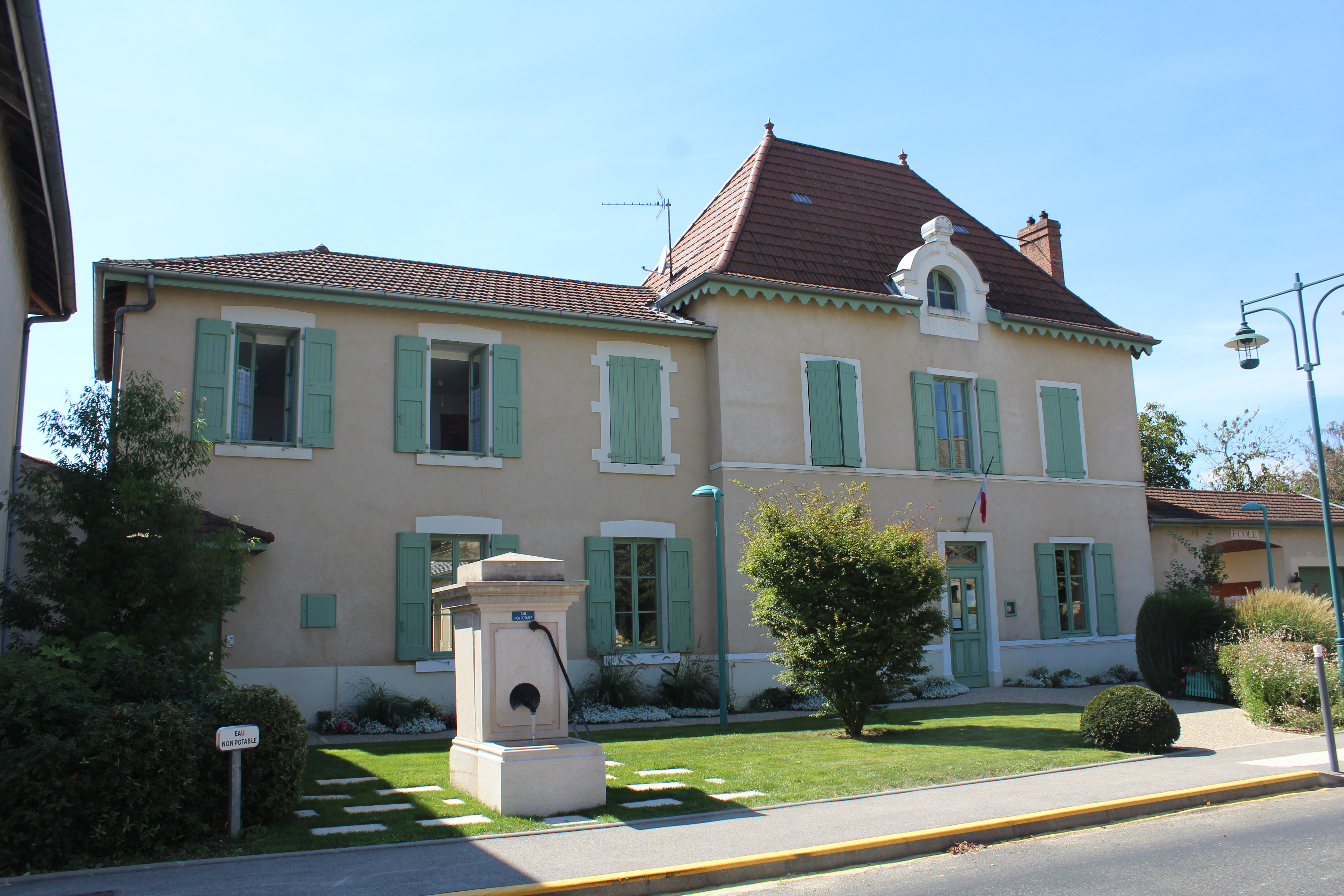
Schule
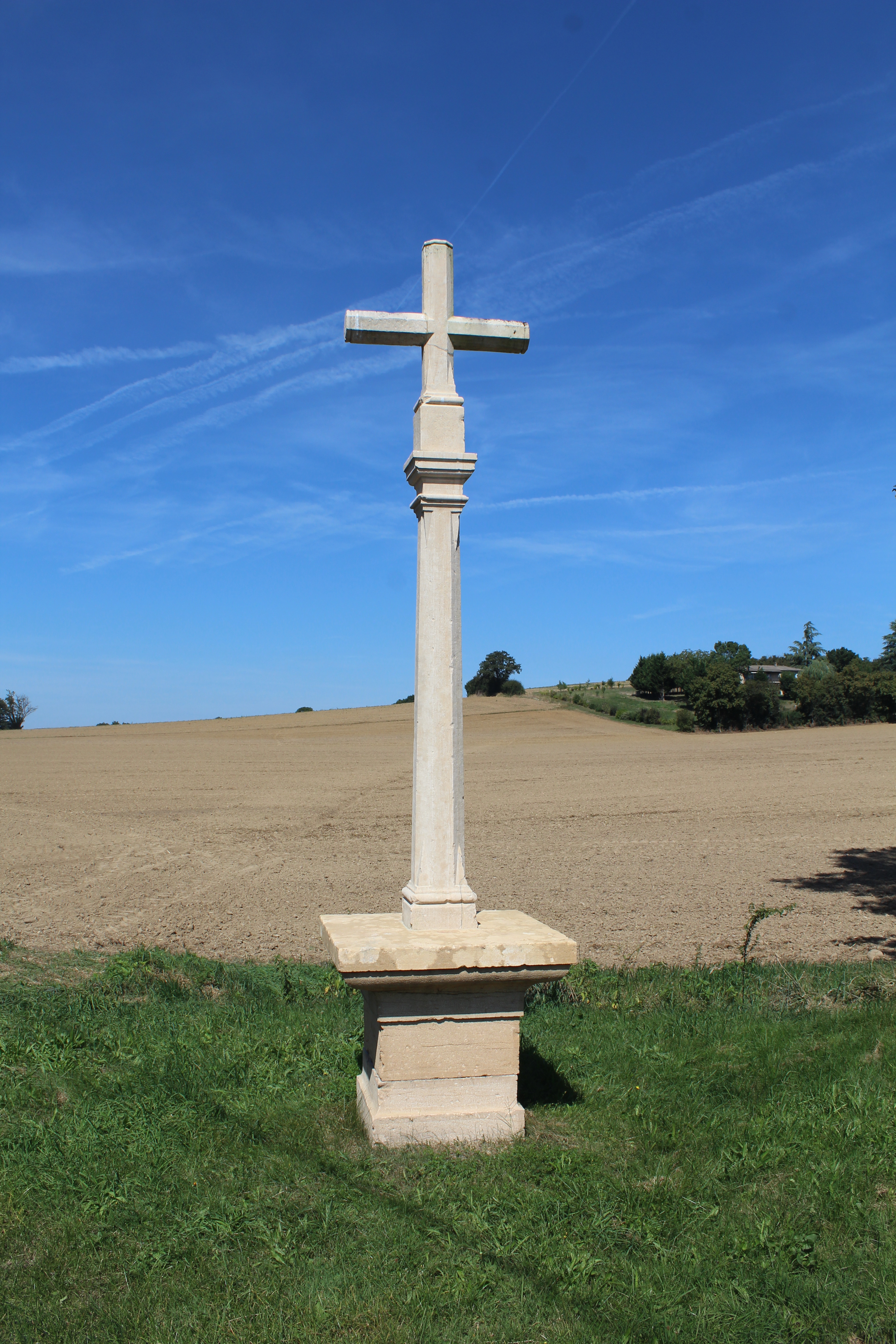
Monumentalkreuz Croix Prothière
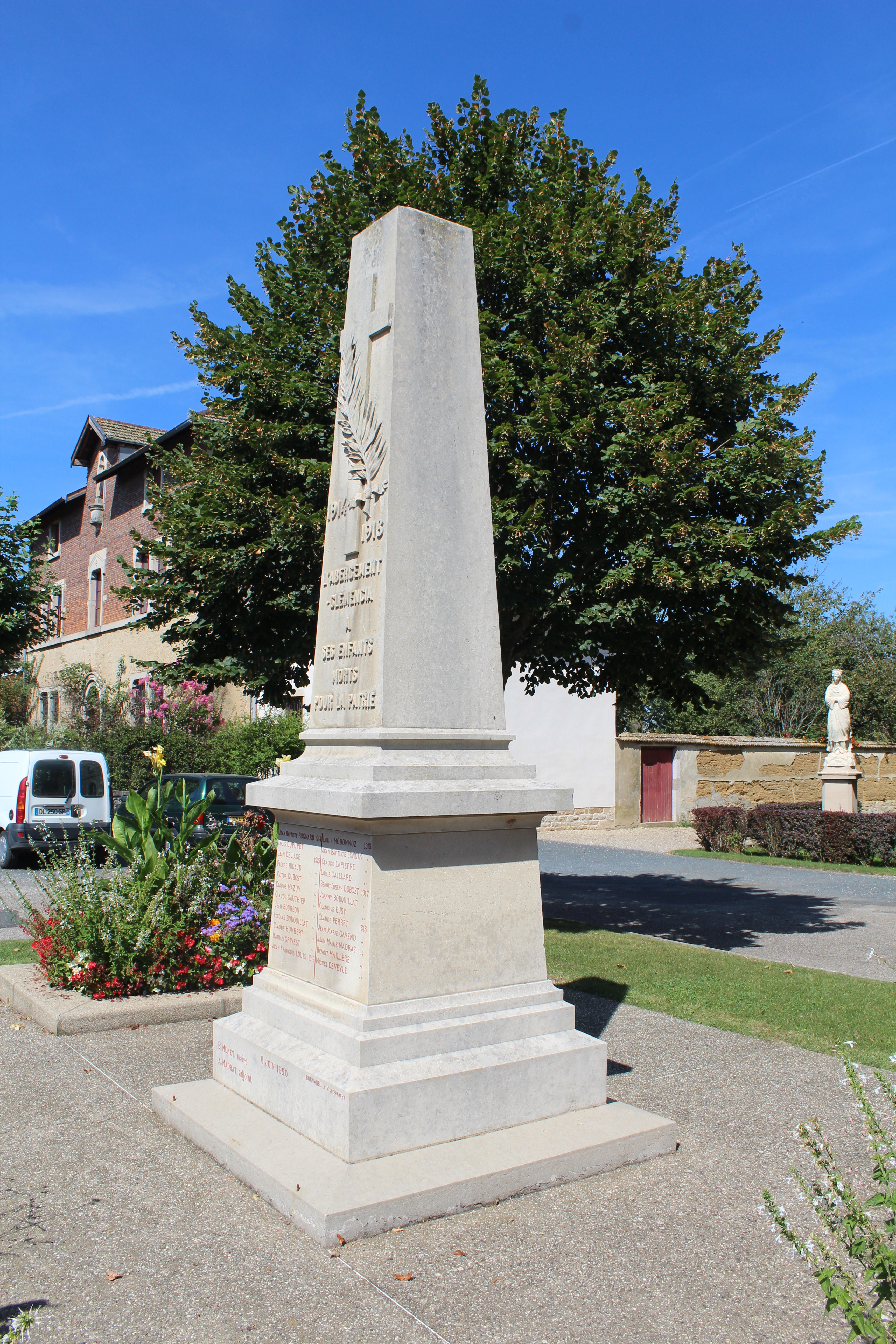
Gefallenendenkmal

- Himmelfahrtskirche
- Schloss Vieux bourg
- Marienstatue
- Schule
- Monumentalkreuz Croix Prothière
- Gefallenendenkmal